# Mayoreo Sauce
Mayoreo Sauce es una imagen de producto falsa creada por la cuenta de Instagram Doctor Photograph y publicada originalmente el 23 de junio de 2021. Luego se compartió en varias plataformas de redes sociales antes de que el sitio web Snopes lo verificara dos días después. Desde entonces, la historia ha sido cubierta por varios medios de comunicación, incluida una estación de noticias local en Houston. Mayoreo es un acrónimo de mayonesa y Oreo.

## Historia
La imagen original de Mayoreo fue publicada por la cuenta Doctor Photograph en Instagram el 23 de junio de 2021. Posteriormente, la imagen se compartió ampliamente en plataformas de redes sociales como Facebook, lo que llevó al sitio web de verificación de hechos Snopes a investigarla y declarar que era un producto falso representado mediante la manipulación fotográfica. Como parte de su investigación, contactaron a Kraft Heinz, quien afirmó que no fabricaba tal producto. Kraft Heinz declaró que estaban «intrigados» por la combinación. Oreo declaró que, si bien Mayoreo era falso, «siempre estaban explorando nuevos sabores e innovaciones de productos».
Desde que se publicó la imagen, la historia ha sido cubierta por varios medios de comunicación, incluida una estación local de Fox en Houston. Food & Wine declaró que la razón probable por la que tantas personas no estaban seguras de creer que el producto era real se debía a que Kraft Heinz comercializaba algunos productos inusuales antes de que se lanzara la imagen, especialmente aquellos en su línea de productos Saucy Sauce.
Doctor Photograph es conocido por crear imágenes de productos falsos y publicarlos en sus cuentas de redes sociales.